# 네티봇
네티봇 또는 네티보트(Netivot, 히브리어: נתיבות)는 이스라엘의 남부구에 위치한 도시로, 스데로트에서 남동쪽으로 13킬로미터(8마일), 베르셰바에서 북서쪽으로 31킬로미터(19마일) 떨어진 곳에 있다. 2016년 현재 인구는 32,513명이다. 현재 빠르게 발전 중이며, 2024년에는 인구가 55,846명으로 늘었다.

## 역사

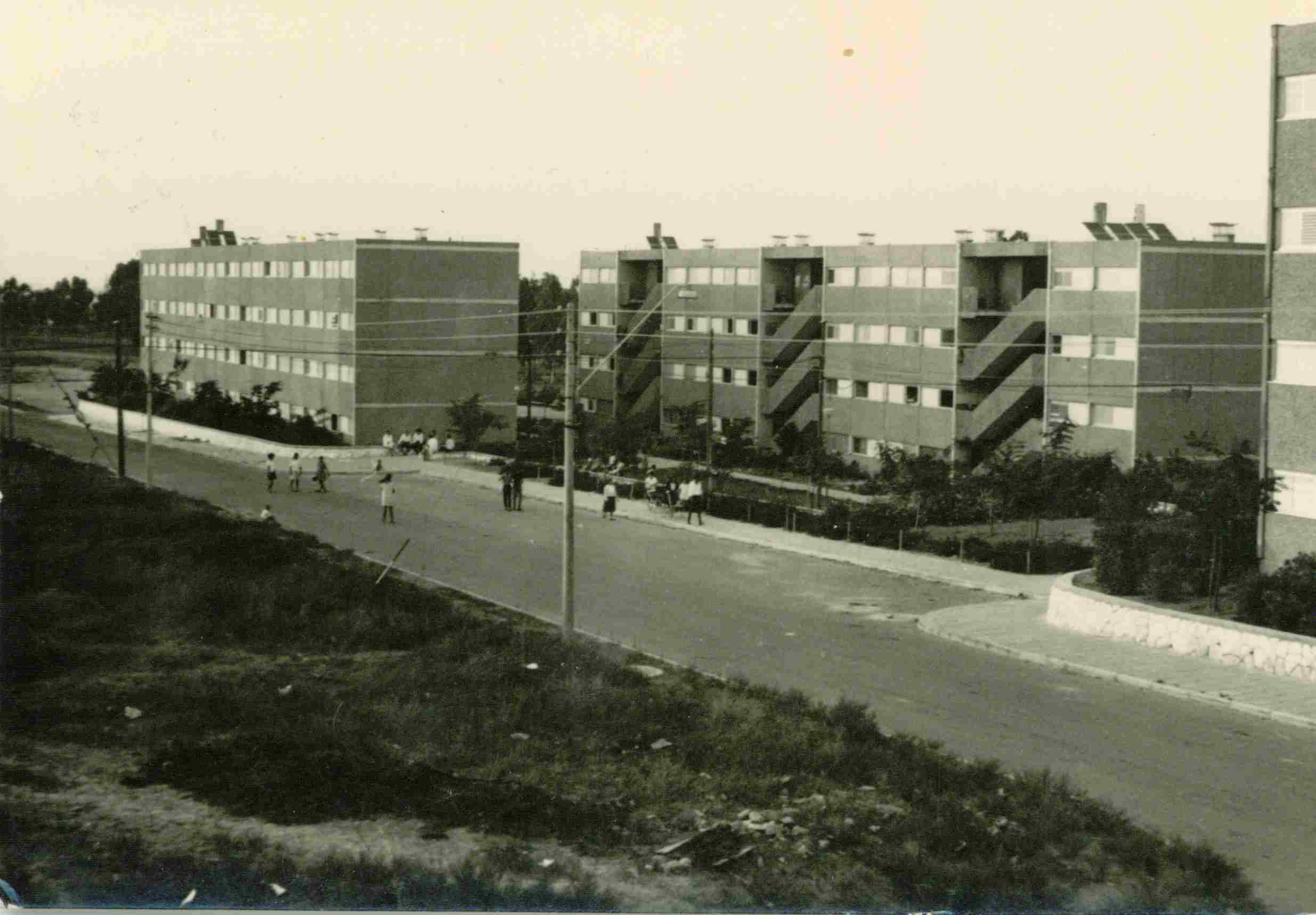
1960년대의 네티봇

네티봇은 1956년에 설립되었으며 성경 구절인 "그녀의 모든 길은 평화로다"(잠언 3:17)에서 이름을 따왔다. 처음에는 임시 난민 캠프였으나 나중에 개발 도시로 탈바꿈했다. 초기 주민들은 모로코와 튀니지 출신 이민자들이었다. 1990년대에는 러시아와 에티오피아 출신 이민자들이 합류했다.
1990년대 중반 인구는 약 13,600명이었고, 2002년에는 21,800명으로 증가했다. 이러한 증가는 많은 신규 이민자들의 유입 때문이었는데, 주민의 43%가 14세 미만이었다. 2009년 말 네티봇의 인구는 26,700명이었다. 2017년에는 인구가 33,779명으로 증가했다. 2000년에 네티봇은 도시 지위를 획득했다.
2023년 10월 7일 하마스의 이스라엘 공격 당시, 여러 하마스 무장대원들이 가자 지구에서 13킬로미터(8마일) 떨어진 도시 외곽에 도달했지만, 도시에 진입하기 전에 보안군에 의해 사살되었다. 그럼에도 불구하고 그날 팔레스타인 로켓 공격으로 한 가정이 피해를 입어 같은 가족 세 명이 목숨을 잃었다.

## 인구 통계

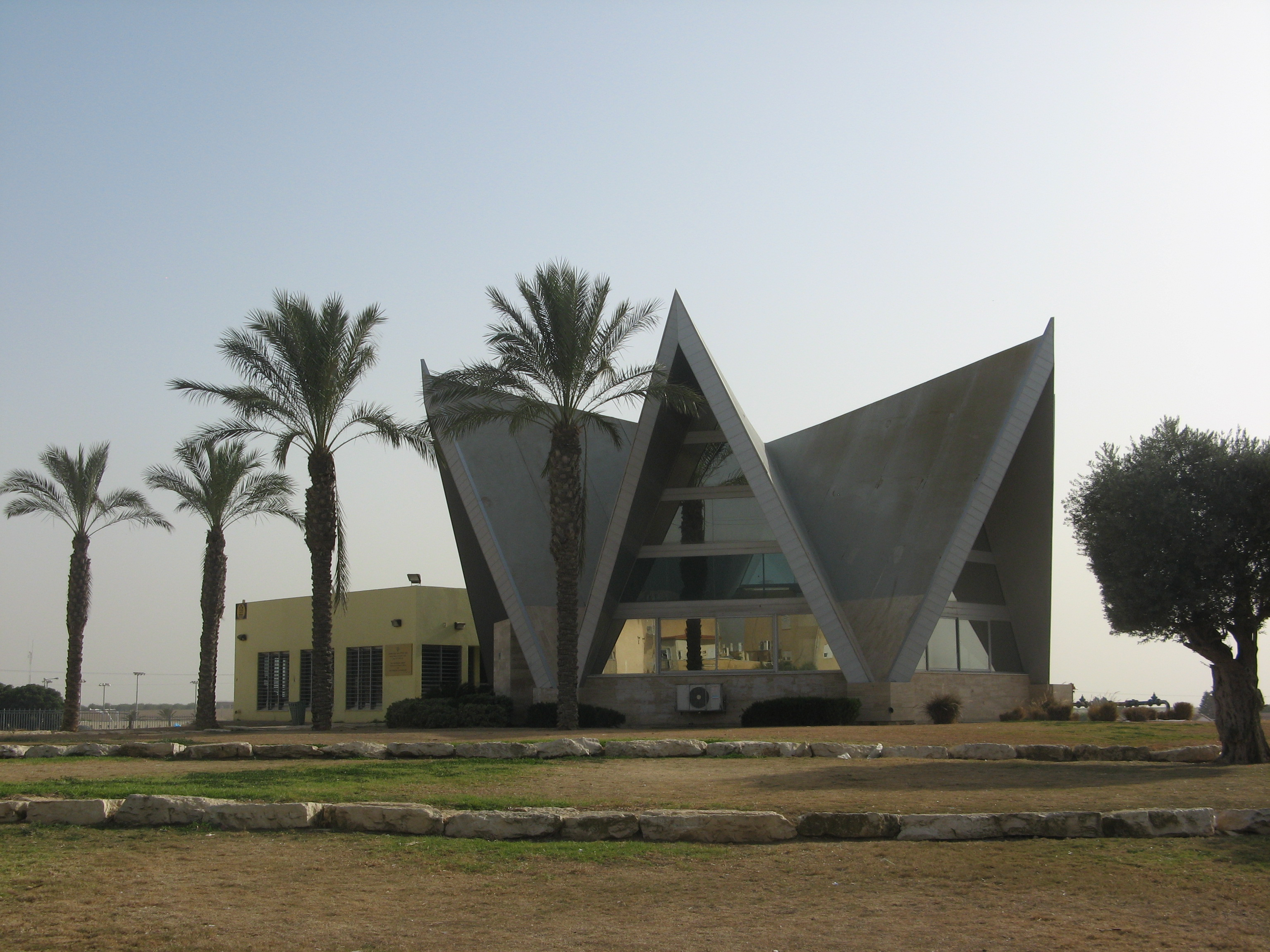
네티봇의 에티오피아 문화 센터

2001년 도시의 민족 구성은 99.9%가 유대인이었으며, 인구는 남성과 여성이 고르게 분포되어 있었다. 도시는 사회경제 지수에서 비교적 낮은 순위(10점 만점에 3점)를 기록했다. 솔로몬 작전 이후, 네티봇은 많은 에티오피아 유대인 이민자들을 흡수했다.

## 교육
중앙통계국에 따르면, 도시에는 22개의 학교와 4,243명의 학생이 있었다: 16개의 초등학교에 3,053명의 학생이, 11개의 고등학교에 1,190명의 학생이 있었다. 2001년 12학년 학생 중 43.1%가 바그루트 졸업 자격증을 받을 자격이 있었다.
2009년, 네티봇의 고등학생이 노벨 물리학상 첫걸음 대회에서 1등을 차지했다.
네티봇 학교들은 초등학생들이 자신만의 미니 로봇을 만드는 특별 파일럿 프로젝트에 선정되었다.
2011년, 네티봇은 국제 조직인 FIRST - For Inspiration and Recognition of Science and Technology가 후원하는 로봇 페스티벌을 개최했다. 네티봇의 노암 엘리야후 종교 학교의 1학년, 2학년, 3학년 학생들은 시립 과학 센터인 레하바에서 일주일에 8시간씩 과학과 로봇 공학을 공부한다.
네게브 리더십을 위한 만델 센터(MCLN)는 네티봇에서 2년간의 지역 기반 리더십 프로그램을 운영한다.
네티봇에는 약 200명의 학생이 있는 하레디 기관인 예시바트 하네게브("네게브의 예시바")가 있으며, 2024년 10월 기준 현재 수장은 아리예 라이브 레비 랍비이다. 이 기관은 1966년 이사카르 메이르 랍비에 의해 설립되었으며, 그가 사망한 후 그를 기려 예시바트 하네게브 샤하르 샤키르로 이름이 변경되었다.
이 도시는 또한 종교적 시오니즘 헤스데르 예시바 네티봇인 "아하바트 이스라엘"의 본거지이다. 이 예시바는 2000년 이스라엘 프리드먼 랍비에 의해 설립되었으며, 현재는 다비드 아술린 랍비가 약 50명의 학생을 이끌고 있다.

## 교통

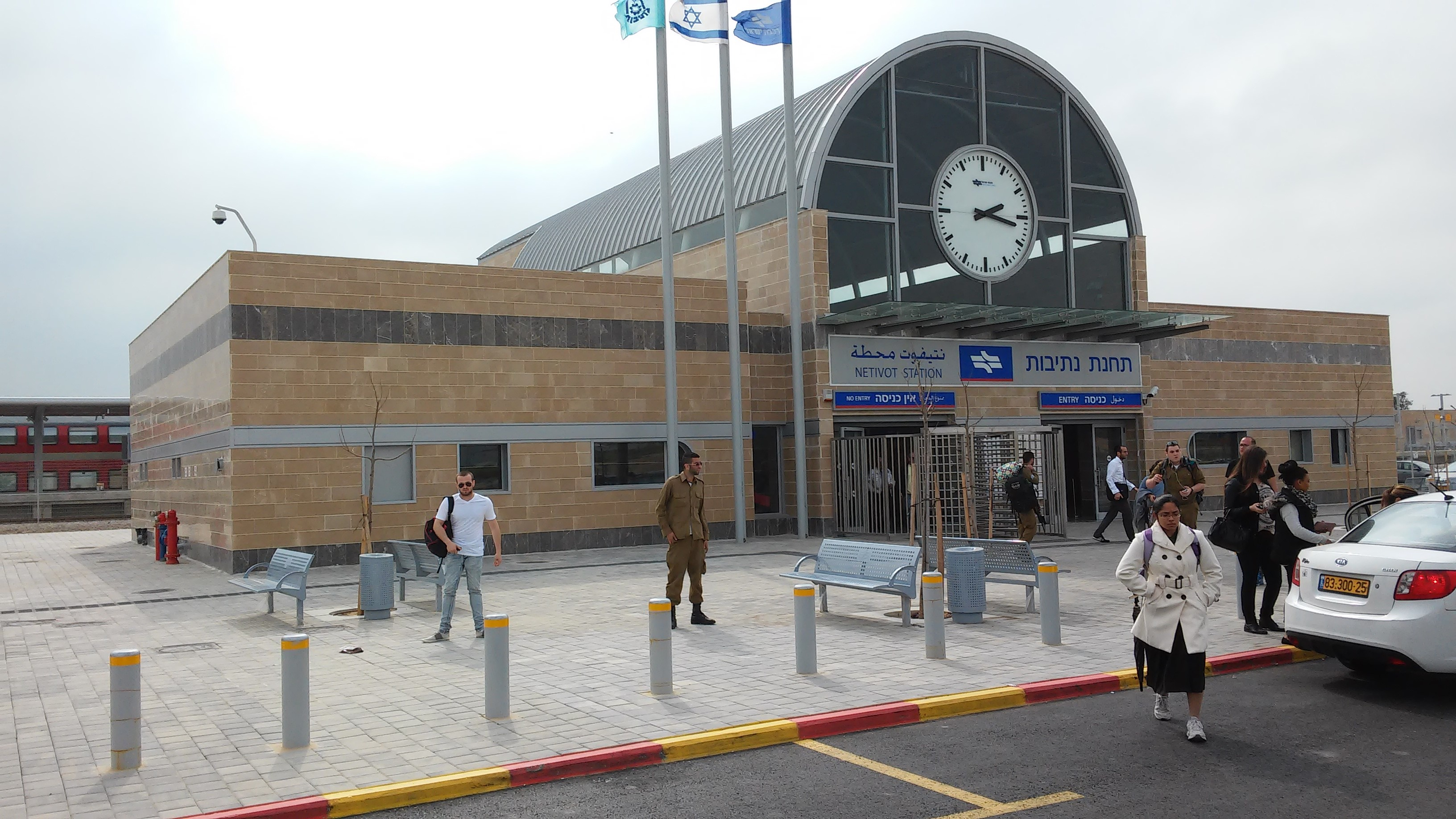
네티봇 철도역

네티봇은 34번 고속도로, 25번 고속도로, 232번 국도를 통해 접근할 수 있다.
텔아비브와 베르셰바를 연결하는 새로운 철도 노선인 아슈켈론-베르셰바 철도는 2015년 2월에 개통되었다. 도시 서쪽 외곽에 위치한 네티봇 철도역은 2015년 2월 15일에 개통되었다. 역 옆에는 버스 터미널이 있다.

## 문화
네티봇은 유대 신비주의자들의 고향이자 인기 있는 순례지로 알려져 있다. 네티봇에서 신비주의와 성지들이 성장하면서 "이스라엘의 바라나시"라는 별명을 얻게 되었다.
네티봇과 관련된 중요한 랍비 인물로는 야코브 이스라엘 이페르간, 요람 아베르겔, 그리고 가장 유명하게는 이스라엘 아부하체이라(히브리어: ר׳ יִשְׂרָאֵל אַבּוּחַצִירָא) – 즉 "바비 살리"(1889–1984)가 있다. 그는 모로코 태생의 유명한 세파르디계 카발라 학자 랍비로, 결국 이곳에 정착했다.
매년 그의 사망일인 히브리력 날짜에 수천 명의 추종자들이 추모를 위해 그의 무덤으로 모여든다.
이 도시에서는 11개의 지역 신문이 발행된다.
네티봇에는 세 개의 성공적인 나이트클럽이 문을 열었으며, 이들은 외부에서도 고객을 유치하고 있다. 아슈켈론, 베르셰바, 오메르, 레하빔, 오파킴, 그리고 스데로트 등지에서 젊은이들을 끌어모으고 있다.

## 개발 계획

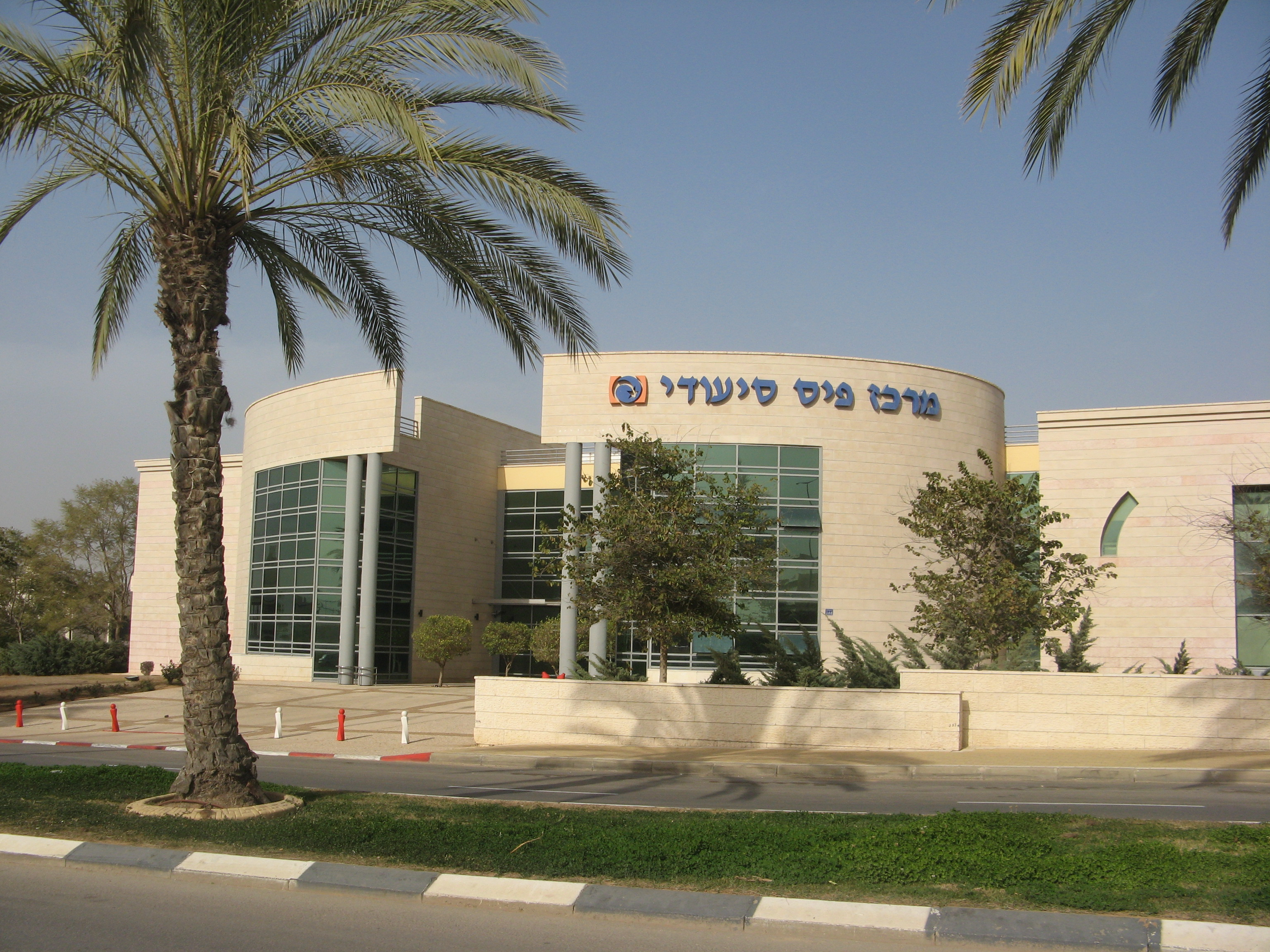
네티봇의 건축물

2019년, 네티봇에 총 3,600가구 규모의 두 개의 새 주거 단지가 계획되어 도시 인구가 두 배로 늘어날 것으로 예상되었다. 두 개의 대형 슈퍼마켓도 계획되어 총 9개로 늘어날 예정이었다.

## 산업
인근 산업단지에는 24개의 공장이 있으며, 대부분 식품 가공, 금속, 플라스틱, 건설 분야에 속한다. 또한 시내에는 위에 언급된 분야와 화학 및 광물 분야에 걸쳐 15개의 추가 공장이 있다.